# Poltergeist (filmserie)
Poltergeist is een filmreeks die ontstaan is in de jaren tachtig.

## Poltergeist (1982)
Het eerste deel van de horrorfilmreeks Poltergeist werd geregisseerd door Tobe Hooper en kwam uit op 4 juni 1982. Het verhaal werd geschreven door onder andere Steven Spielberg, die ook over de productie ging. De film werd uitgebracht door MGM en duurt 114 minuten. Er gaan verhalen rond dat de film voor het grootste gedeelte door Spielberg zelf is geregisseerd omdat hij van mening verschilde met Hooper. Deze geruchten zijn ontkend door Spielberg en het merendeel van de cast en crew.

### Verhaal
Het normale leventje van de familie Freeling wordt verstoord wanneer er klopgeesten aanwezig blijken in hun huis. Ze praten met jongste dochter Carol Anne (Heather O'Rourke) via de televisie. Het huis van de Freelings blijkt te zijn gebouwd op een oude Indiaanse begraafplaats.
In het begin lijken de geesten niet gevaarlijk. Ze doen dan nog niemand wat aan en de familie heeft zelfs schik in de meeste rare voorvallen waar de geesten verantwoordelijk voor zijn. Maar dan worden ze agressief en ontvoeren ze Carol Anne naar hun dimensie. Ze zien in haar de gids die ze naar het licht moet brengen waar ze naar verlangen. Het paranormale vrouwtje Tangina (Zelda Rubinstein) schiet te hulp.

### Rolverdeling
| Acteur            | Personage           |
| ----------------- | ------------------- |
| Craig T. Nelson   | Steve Freeling      |
| JoBeth Williams   | Diane Freeling      |
| Beatrice Straight | Dokter Lesh         |
| Dominique Dunne   | Dana Freeling       |
| Heather O'Rourke  | Carol Anne Freeling |
| Oliver Robins     | Robbie Freeling     |
| Michael McManus   | Ben Tuthill         |
| Virginia Kiser    | Mevrouw Tuthill     |
| Zelda Rubinstein  | Tangina             |
| Martin Casella    | Marty               |
| Richard Lawson    | Ryan                |
| James Karen       | Mr. Teague          |

## Poltergeist II: The Other Side
Deel 2 van de horrorfilmreeks, Poltergeist II: The Other Side, is geregisseerd door Brian Gibson en werd uitgebracht op 23 mei 1986 door MGM. De speelduur van de film is ongeveer 87 minuten.

### Verhaal
Wanneer het huis van de familie Freeling opeens verdwijnt, komen ze erachter dat de geesten niet van plan zijn hen met rust te laten. Ze verblijven vervolgens ergens anders, maar de geesten verhuizen onder aanvoering van de overleden predikant Kane (Julian Beck) mee. Ze hebben het wederom voorzien op Carol Anne.

### Rolverdeling
- Craig T. Nelson - Steve Freeling
- JoBeth Williams - Diane Freeling
  - Jaclyn Bernstein - Jonge Diane
- Heather O'Rourke - Carol Anne Freeling
- Oliver Robins - Robbie Freeling
- Will Sampson - Taylor
- Zelda Rubinstein - Tangina Barrons
- Julian Beck - Dominee Kane
- Geraldine Fitzgerald - Oma Wilson (Jessica "Jess" Wilson)
  - Kelly Jean Peters - Jongere Jess Wilson
- Noble Craig - Wormmonster

## Poltergeist III
Deel 3 van de horrorfilmreeks, Poltergeist III, is geregisseerd door Gary Sherman en werd uitgebracht op 10 juni 1988 door MGM. De speelduur van de film is 98 minuten.

### Verhaal
Carol Annes belevenissen uit de eerdere delen worden niet erkend door de buitenwereld. Ervan overtuigd dat het meisje alles ingebeeld heeft, wordt ze naar haar oom en tante gestuurd, waar een psycholoog achter de toedracht van haar 'waanbeelden' wil komen. Carol Anne wordt er op een speciale school gestopt. De psycholoog ziet in haar geen slachtoffer van paranormale gebeurtenissen, maar een meester in suggestie, die zodoende in de eerdere delen een soort massahysterie ontketende. Hij is zo overtuigd van zijn diagnose, dat hij zichzelf er zelfs van weet te overtuigen dat het om suggestie gaat wanneer er een koffiebeker door het raam vliegt zonder dat iemand die aan leek te raken. De kijker weet beter. Kane is Carol Anne wederom op het spoor en zit in het appartementencomplex van haar oom en tante. Via de vele spiegels daar kan hij de mensendimensie bereiken.

### Rolverdeling
- Tom Skerritt - Bruce Gardner
- Heather O'Rourke - Carol Anne Freeling
- Nancy Allen - Patricia Wilson-Gardner
- Lara Flynn Boyle - Donna Gardner
- Zelda Rubinstein - Tangina Barrons
- Kipley Wentz - Scott (als Kip Wentz)
- Richard Fire - Dokter Seaton
- Nathan Davis - Dominee Kane
- Roger May - Burt
- Paul Graham - Martin Moyer
- Meg Weldon - Sandy
- Stacy Gilchrist - Melissa
- Joey Garfield - Jeff
- Catherine Gatz - Marcie Moyer
- Paty Lombard - Helen Moyer

## Poltergeist (2015)
Deel 4 van de horrorfilmreeks, Poltergeist, is geregisseerd door Gil Kenan en werd uitgebracht in 2015 door 20th Century Fox. De speelduur van de film is 93 minuten. De film is eigenlijk een remake van de eerste film uit deze reeks.